# Pont-tunnel de Chesapeake Bay
Ne doit pas être confondu avec Pont de la baie de Chesapeake.
Le pont-tunnel de Chesapeake Bay ou pont-tunnel Lucius J. Kellam, Jr. est un pont-tunnel situé aux États-Unis dans l'État de Virginie et mis en service en 1965. Avec une longueur de  37 km, dont 28 entre les berges, il permet à la U.S. Route 13 de traverser la baie de Chesapeake au niveau de son embouchure. Il fait partie des plus longs ponts au monde et assure la liaison routière entre l'importante agglomération  de Virginia Beach et la Péninsule de Delmarva